# Прилепец
Прилепец (мкд. Прилепец) је насеље у Северној Македонији, у јужном делу државе. Прилепец припада општини Прилеп.

## Географија
Насеље Прилепец је смештено у јужном делу Северне Македоније. Од најближег већег града, Прилепа, насеље је удаљено 8 km јужно.
Прилепец се налази на источном ободу Пелагоније, највеће висоравни Северне Македоније. Село је смештено на североисточним падинама Селечке планине. надморска висина насеља је приближно 850 метара.
Клима у насељу је планинска због знатне надморске висине.

## Становништво
По попису становништва из 2002. године, Прилепец је имао 9 становника.
Претежно становништво у насељу су етнички Македонци (100%).
Већинска вероисповест у насељу је православље.